# Cymothoidae
Cymothoidae är en familj av kräftdjur som beskrevs av Leach 1814. Cymothoidae ingår i ordningen gråsuggor och tånglöss och är ektoparasiter. Enligt Catalogue of Life omfattar familjen Cymothoidae 383 arter. 

## Bildgalleri

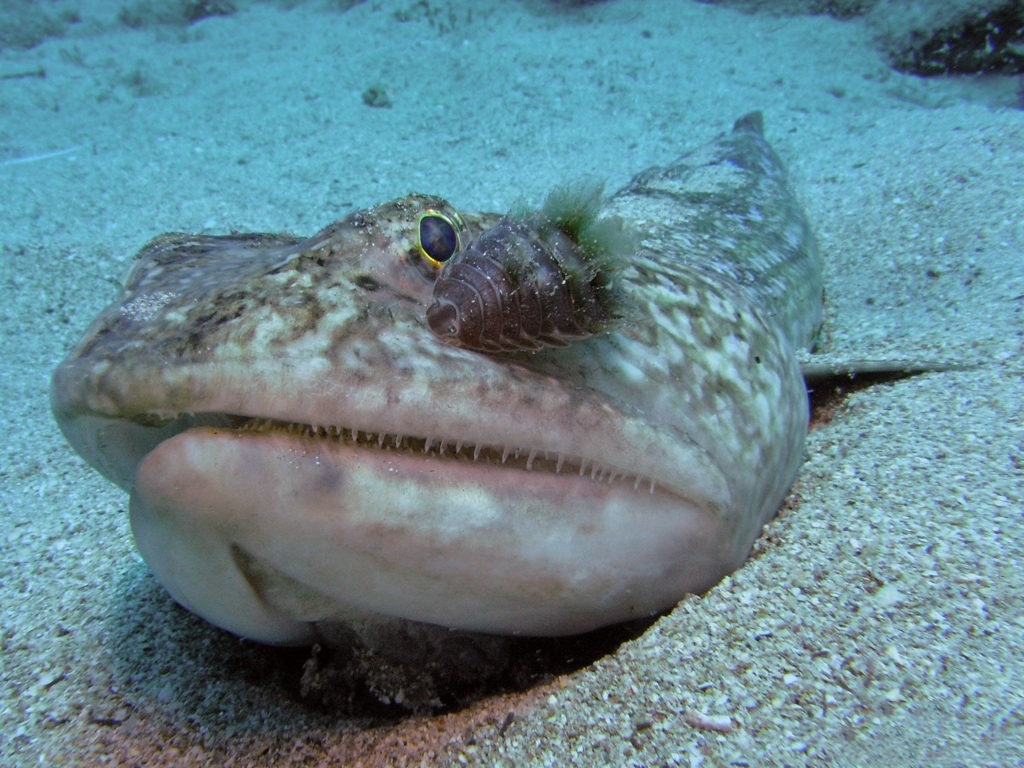
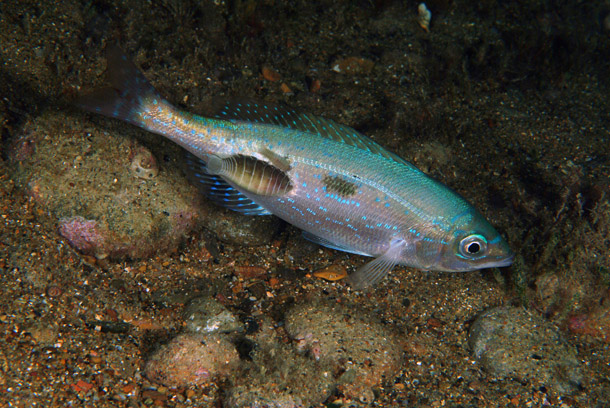

## Släkten i alfabetisk ordning[1][2]
- Aegathoa
- Agarna
- Amblycephalon
- Anilocra
- Anphira
- Artystone
- Asotana
- Braga
- Catoessa
- Ceratothoa
- Cinusa
- Creniola
- Cterissa
- Cymothoa
- Elthusa
- Emetha
- Enispa
- Glossobius
- Ichthyoxenus
- Idusa
- Irona
- Isonebula
- Joryma
- Kuna
- Lathraena
- Livoneca
- Lobothorax
- Mothocya
- Nerocila
- Norileca
- Olencira
- Ourozeuktes
- Paracymothoa
- Philostomella
- Pleopodias
- Plotor
- Pseudoirona
- Renocila
- Rhiothra
- Riggia
- Ryukyua
- Telotha
- Tetragonocephalon
- Vanamea